# 亚历山德罗·德尔皮耶罗
亚历山德罗·德尔皮耶罗（義大利語：Alessandro Del Piero，1974年11月9日—），意大利男子足球运动员。他職業生涯大部分時間效力祖雲達斯，被称为“斑马王子”，是斑馬軍團史上出場最多和進球最多的紀錄保持者，共為球隊出場705次並打進290球。他是2006年世界盃冠軍隊成員，球王贝利評選的在世的最偉大的125名球員（FIFA 100）其中之一，他亦是意大利史上進球第三多的本土球員（僅次於朱塞佩·梅阿查及西尔维奥·皮奥拉）。

## 生平

### 球會
尤文图斯
皮耶罗出身於乙级球會帕多瓦，早在1993年已加盟尤文图斯。效力期間皮耶罗已贏了6屆意甲联赛冠军。1995－96年球季他更為球隊贏得欧洲聯賽冠军杯，時僅21歲。在1997－98年球季，皮耶罗已在联赛取得21個入球。
1998年11月8日，皮耶罗在球會作客對乌迪内斯的比赛中，与对方后卫发生碰撞，左膝十字韧带撕裂。此次受伤使他远离赛场长达9月之久，使他错过了整个赛季，并在很大程度上影响了迪比亞路的竞技水平。
1999－2000年赛季，皮耶罗仅打入了9粒进球，其中8粒是点球。此后的几个赛季，皮耶罗的状态有所回升，分别在2001－2002年和2002－2003年赛季打入了16个入球。但直至2004－2005年赛季，他也未能恢复当初“惊为天人”的状态。但无论如何，他仍被视为斑马王子与尤文图斯的旗帜。
2006年1月10日，皮耶罗在意大利杯八分之一决赛次回合中上演帽子戏法，帮助尤文图斯以4比1战胜佛罗伦萨，也使自己以185粒进球超越名宿詹皮耶罗·博尼佩尔蒂(Giampiero Boniperti)（178球）成为了尤文图斯俱乐部历史上的进球最多的球员。
2006年夏天，尤文图斯由于“电话门”事件降入乙级，皮耶罗拒绝了多家国外俱乐部的邀请，坚持降薪留在尤文图斯征战意乙联赛。皮耶罗帮助尤文图斯获得了2006-2007赛季的意乙冠军，成功返回甲级，并以21球获得意乙最佳射手。重回意甲联赛后，皮耶罗依然保持着出色的竞技状态，帮助尤文图斯成为意甲第三名挺进下赛季的冠军联赛。皮耶罗以21球获得了2007-2008赛季的意甲最佳射手，这是他巅峰期也未曾获得的荣誉。2008年4月7日，在与巴勒莫的意甲联赛中，皮耶罗第553次代表尤文图斯出场，超过尤文图斯传奇后卫希雷亚保持的552场的俱乐部出场纪录，成为代表尤文图斯出场最多的球员。
2008-2009赛季，皮耶罗多次在联赛和冠军联赛中上演任意球破门。在2008年11月6日客场与皇家马德里的欧洲冠军联赛小组赛中，皮耶罗用两个进球帮助尤文图斯击败皇马，并在下场时得到了伯纳乌球场观众的掌声。皮耶罗也成为继马拉多纳、罗纳尔迪尼奥之后，第三个在伯纳乌球场获得掌声的非皇马球员。11月30日与雷吉纳的意甲联赛中，皮耶罗打进了他在尤文图斯的第250个进球。
2010-2011赛季，皮耶罗由于年龄的关系已经无法保证在尤文图斯的首发地位，但他仍然能在有限的出场时间里多次挽救球队。2011年初，皮耶罗和俱乐部在续约问题上产生纠纷，俱乐部迟迟不愿为皮耶罗提供一份新合同。外界传言双方在年薪问题上产生了纠纷。2月26日，皮耶罗在个人网站上发表日志，称自己愿意签署一份由俱乐部任意填写年薪的空白合同。
悉尼FC
2012年9月5日，皮耶罗離開了效力19個球季的尤文图斯，和澳大利亚职业足球联赛球队悉尼FC签约2年，年薪约为200万澳元。2013–14赛季，皮耶罗被任命为球队队长。2013年10月11日，皮耶罗打入2013–14年澳洲职业足球联赛首球，帮助球队以2:0战胜纽卡斯尔喷气机

### 國家隊
与在俱乐部相比，皮耶罗初期在國家隊的表現並不亮麗。1998年世界杯，當時身為国家队主教練的老馬爾蒂尼起用新人皮耶罗和維埃里為主力前鋒，上屆世界盃光芒四射地帶領義大利一路到達決賽、但隨後因皮耶羅崛起而失寵離開尤文圖斯的巴吉歐則淪為替補，但皮耶罗在這次世界盃上并没有太多表現，相反作為替補角色的巴吉歐表現依舊穩健，最後義大利在八強PK賽敗給法國。2000年欧洲國家杯，皮耶罗在決賽與法国国家队的比赛中，错失两次单刀球的机会而沒能拉開比分，最後領先一球的義大利被連下兩球逆轉，再次敗給法國，皮耶羅則因此戰的表現而飽受批評，隨後在國家隊逐漸失去先發地位。在2002年世界杯小组赛同墨西哥国家队的比赛中，皮耶罗鱼跃冲顶打进了他在世界杯上的第一个进球，帮助國家队晋级十六強，但隨後敗給南韓。雖然尤文圖斯受義甲醜聞牽連，所幸2006年世界盃他仍有入選最終出賽名單，皮耶罗於半决赛對陣德國隊加时下半場最后三分钟中取得一粒决定性入球，並於決賽中後備上陣，於互射十二碼中，射入第四個十二碼，助國家隊奪冠。2008年，皮耶罗曾7次作为队长代表意大利国家队出赛，而在同年9月替補上場對陣喬治亞的世界盃資格賽則是他在國家隊最後的身影，雖然他曾表示只要教練願意徵招他，他40歲也能繼續上陣，但之後直到退休的各項大賽都沒能再次入選國家隊。

## 技術特點
迪比亞路球風優雅, 技術幼細, 踢法頗有巴治奧前期的影子, 故其出道後經常有球迷將兩者比較。
作為輔鋒, 迪比亞路更多出現在進攻左路, 由於皮耶羅經常在禁區邊的左側附近射門進球，足球媒體起了一個專有名詞給這個位置——“皮耶羅區”（英語：Del Piero Zone）

## 足球生涯
| 球季      | 球會     | 聯賽上陣 | 入球 | 杯赛上陣 | 入球 |
| --------- | -------- | -------- | ---- | -------- | ---- |
| 1991-1992 | 帕多瓦   | 4        | 0    | -        | -    |
| 1992-1993 | 帕多瓦   | 10       | 1    | -        | -    |
| 1993-1994 | 尤文图斯 | 11       | 5    | 1        | 0    |
| 1994-1995 | 尤文图斯 | 29       | 8    | 10       | 1    |
| 1995-1996 | 尤文图斯 | 29       | 6    | 2        | 1    |
| 1996-1997 | 尤文图斯 | 22       | 8    | 4        | 0    |
| 1997-1998 | 尤文图斯 | 32       | 21   | 4        | 1    |
| 1998-1999 | 尤文图斯 | 8        | 2    | 1        | 0    |
| 1999-2000 | 尤文图斯 | 34       | 9    | 2        | 1    |
| 2000-2001 | 尤文图斯 | 25       | 9    | 2        | 0    |
| 2001-2002 | 尤文图斯 | 32       | 16   | 4        | 1    |
| 2002-2003 | 尤文图斯 | 24       | 16   | 0        | 0    |
| 2003-2004 | 尤文图斯 | 22       | 8    | 4        | 3    |
| 2004-2005 | 尤文图斯 | 30       | 14   | 1        | 0    |
| 2005-2006 | 尤文图斯 | 33       | 12   | 4        | 5    |
| 2006-2007 | 尤文图斯 | 35       | 20   | 2        | 3    |
| 2007-2008 | 尤文图斯 | 37       | 21   | 4        | 3    |
| 2008-2009 | 尤文图斯 | 31       | 13   | 3        | 2    |
| 2009-2010 | 尤文图斯 | 23       | 9    | 1        | 2    |
| 2010-2011 | 尤文图斯 | 33       | 8    | 2        | 0    |
| 2011-2012 | 尤文图斯 | 23       | 3    | 5        | 2    |
|           | 總計     | 527      | 209  | 56       | 25   |

## 榮譽
祖雲達斯
- 意甲冠軍 : 1994-95、1996-97、1997-98、2001-02、2002-03、2011-12 (2004-05、2005-06因意甲電話門事件被撤销)
- 意乙冠軍 : 2006-07
- 意大利盃 : 1994-95
- 意大利超級盃 : 1995、1997、2002、2003
- 歐洲聯賽冠軍盃冠軍 : 1995-96
- 歐洲聯賽冠軍盃亞軍 : 1996-97、1997-98、2002-03
- 歐洲足協盃亞軍 : 1994-95
- 歐洲超級盃 : 1996
- 洲際盃 : 1996
- 圖圖盃 : 1999

意大利国家队
- 世界盃冠軍 : 2006
- 歐洲國家盃亞軍 : 2000
- 歐洲U-21足球錦標賽冠軍 : 1994、1996

個人獎項
- FIFA 100
- 歐洲體育雜誌聯盟最佳11人 : 1995-96、1996-97、1997-98
- 金足獎 : 2007
- 意大利甲組聯賽神射手 : 2007-2008
- 意大利乙組聯賽神射手 : 2006-2007
- 歐洲聯賽冠軍盃神射手 : 1995-96、1997-98
- 意大利足球先生 : 1998、2008